# Mistrzostwa Polski w Saneczkarstwie 2016 (tory naturalne)
Mistrzostwa Polski w Saneczkarstwie 2016 odbyły się na torze naturalnym w Gołdapi w dniu 6 marca 2016 roku.

## Klasyfikacje[1]

### Jedynki kobiet
| Miejsce | Zawodnik           | Klub                  |
| ------- | ------------------ | --------------------- |
| 1.      | Magdalena Krupa    | Beskidy Bielsko-Biała |
| 2.      | Dominika Krupińska | Łoś Gołdap            |
| 3.      | Ala Fircowicz      | Beskidy Bielsko-Biała |

### Jedynki mężczyzn
| Miejsce | Zawodnik          | Klub                  |
| ------- | ----------------- | --------------------- |
| 1.      | Adam Jędrzejko    | Beskidy Bielsko-Biała |
| 2.      | Piotr Banach      | Łoś Gołdap            |
| 3.      | Aleksander Grecki | Łoś Gołdap            |

### Dwójki
| Miejsce | Zawodnik                            | Klub                  |
| ------- | ----------------------------------- | --------------------- |
| 1.      | Adam Jędrzejko Kacper Spratek       | Beskidy Bielsko-Biała |
| 2.      | Kacper Pietraszko Patryk Budny      | Beskidy Bielsko-Biała |
| 3.      | Dominika Krupińska Milena Smokowska | Łoś Gołdap            |